# Shenjian (sockenhuvudort i Kina, Henan Sheng, lat 34,02, long 113,69)
Shenjian (kinesiska: 椹涧, 椹涧乡) är en sockenhuvudort i Kina. Den ligger i provinsen Henan, i den centrala delen av landet, omkring 83 kilometer söder om provinshuvudstaden Zhengzhou. Antalet invånare är 59 667. Befolkningen består av 28 839 kvinnor och 30 828 män. Barn under 15 år utgör 18,0 %, vuxna 15-64 år 73 %, och äldre över 65 år 8,0 %.
Runt Shenjian är det tätbefolkat, med 819 invånare per kvadratkilometer. Närmaste större samhälle är Jiangguanchi, 16,6 km nordost om Shenjian. Trakten runt Shenjian består till största delen av jordbruksmark.
Genomsnittlig årsnederbörd är 847 millimeter. Den regnigaste månaden är september, med i genomsnitt 154 mm nederbörd, och den torraste är januari, med 6 mm nederbörd.